# Frans Brüggen
Franciscus Jozef (Frans) Brüggen (Amsterdam, 30 oktober 1934 – aldaar, 13 augustus 2014) was een Nederlands blokfluitist en dirigent. Hij was een gangmaker van de authentieke uitvoeringspraktijk en genoot internationale faam als een van de grote promotoren van het blokfluitspel. Later legde hij zich meer toe op het dirigeren.

## Leven en werk
Brüggen werd in 1934 in Amsterdam geboren. Nog tijdens zijn gymnasiumopleiding aan het St. Ignatiuscollege in de hoofdstad studeerde hij blokfluit bij Kees Otten aan het Muzieklyceum te Amsterdam (het huidige Conservatorium van Amsterdam). Daarna studeerde hij musicologie aan de Universiteit van Amsterdam. Hij studeerde tegelijkertijd dwarsfluit bij Hubert Barwahser en Johan Feltkamp. In 1955 werd hij op 21-jarige leeftijd aangesteld als docent bij het Koninklijke Conservatorium te Den Haag. In 1972-1973 bekleedde hij de Erasmus-leerstoel als gasthoogleraar aan de Harvard-universiteit. Daarna was hij Regent's Professor aan de Universiteit van Californië - Berkeley. 
Brüggen hield zich voornamelijk bezig met muziek uit de barok en de klassieke periode, hoewel de laatste jaren ook de romantiek zijn aandacht had. Hij trad op als blokfluitist, als solist en in ensembles, onder meer in een vast trio met Gustav Leonhardt en Anner Bijlsma. In de jaren zestig en zeventig van de twintigste eeuw speelde hij een grote rol bij de ontwikkeling van de blokfluitmuziek. Door zijn uitvoeringen hielp hij de blokfluit af van het imago van kinderinstrument. Ook bracht hij verschillende hedendaagse componisten ertoe werken voor blokfluit te schrijven, onder wie Luciano Berio, Louis Andriessen, Makoto Shinohara en Rob du Bois. In 1972 richtte hij met Kees Boeke en Walter van Hauwe het blokfluitensemble Sour Cream op. Brüggen was jurylid in 1972 en 1975 voor het in Brugge gehouden internationaal concours voor barokinstrumenten, in het kader van het Festival Oude Muziek.

### Dirigent
Hoewel hij geen formele dirigentenopleiding had genoten en over weinig techniek beschikte, bereikte hij als dirigent opmerkelijke resultaten. Brüggen maakte naam met het door hem in 1981 opgerichte Orkest van de Achttiende Eeuw. Daarmee maakte hij plaat- en cd-opnamen van werken van onder anderen Bach, Beethoven, Rameau en Haydn. Hierbij richtte hij zich erop de werken zo authentiek mogelijk uit te voeren, onder meer door gebruik te maken van de orkestbezetting en instrumenten, of exacte kopieën daarvan, uit de tijd van de componist. Hij had eerder de symfonieorkesten veroordeeld die met moderne instrumentarium muziek van voor 1800 speelden. Hij voelde zich verwant met de acties van de Notenkrakers en deed in 1970 de uitspraak: "Elke noot van Mozart die het Concertgebouworkest speelt, is van A tot Z gelogen". Later kwamen het Concertgebouworkest en Brüggen nader tot elkaar - mede doordat Brüggens geestverwant Nikolaus Harnoncourt een omslag in het denken bij het orkest had teweeggebracht - en heeft hij regelmatig voor dat orkest gestaan.  
Van 1991 tot 1994 was hij de vaste dirigent van het Radio Kamer Orkest. Sinds 2001 tot de opheffing in 2005 was hij daarvan de chef-dirigent. Hiernaast trad hij op als gastdirigent bij diverse orkesten zoals het Koninklijk Concertgebouworkest en het Orchestra of the Age of Enlightenment waarvan hij sinds 1992 vaste gastdirigent was, een functie die hij sinds 1998 ook bij het Orchestre de Paris vervulde.
In zijn laatste jaren ging Brüggens gezondheid sterk achteruit, maar hij bleef actief als dirigent. Zijn laatste concert was in mei 2014 in het Haagse conservatorium, met werk van Rameau. Hij overleed op 13 augustus 2014 op 79-jarige leeftijd. De uitvaartplechtigheid vond plaats op 19 augustus 2014 in de Oude Kerk in Amsterdam.

## Prijzen
- In 1997 ontving hij, van de organisatie UNESCO, als uitvoerend musicus de UNESCO International Music Prize in de categorie Performance.
- Op 2 november 2007 is hem in Maastricht de Oeuvreprijs van de Vereniging van Schouwburg- en Concertgebouwdirecties uitgereikt. In het juryrapport werd Frans Brüggen een baken en inspirator voor de gevestigde symfonieorkesten genoemd.
- Op 22 september 2010 in Paleis Huis ten Bosch verkreeg hij van koningin Beatrix de Eremedaille voor Kunst en Wetenschap in de Huisorde van Oranje.[3]
- Op 15 juni 2012 werd de AVRO Edison Klassiek Oeuvreprijs aan Frans Brüggen uitgereikt.
- Op 25 mei 2013 kreeg Frans Brüggen de Visser-Neerlandiaprijs van het Algemeen-Nederlands Verbond.

## Persoonlijk
- Brüggen was tweemaal getrouwd en had uit elk huwelijk twee dochters.